# تاج (گیاه‌شناسی)

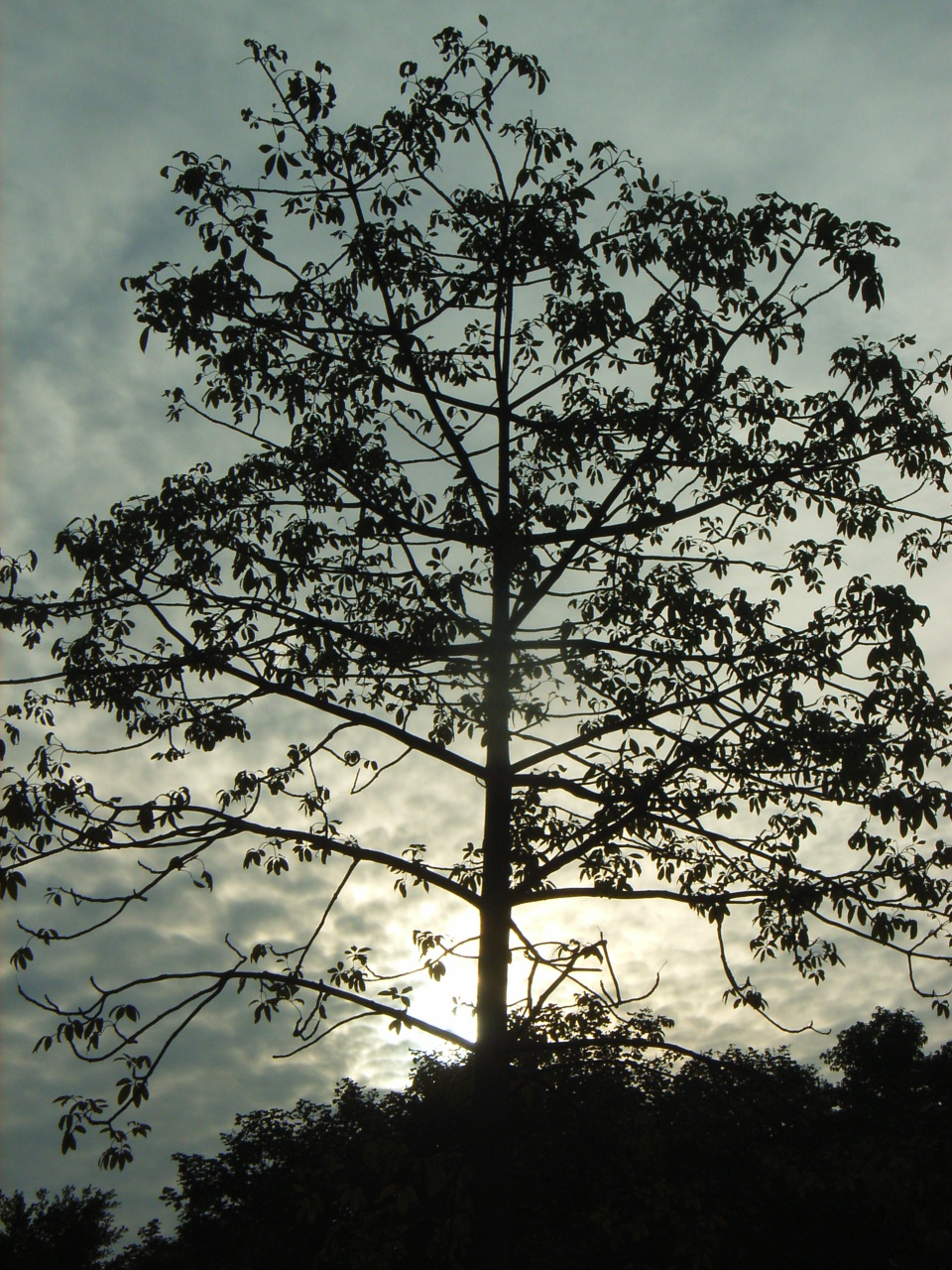
تاج درخت

تاج یا طوقه گیاه به تمام مجموعه قسمت‌های گیاه مانند ساقه، برگ و بخش‌های تولید مثل گیاه گفته می‌شود که در بالای بستر خاک قرار دارند. این واژه را نباید با سایبان گیاه اشتباه گرفت. سایبان درخت بالاترین منطقهٔ تاج یا طوقهٔ گیاه است. به عبارت دیگر سایبان بخشی از تاج گیاه است که تمام منطقه‌ای است که بالای خاک رشد می‌کند. تاج بخش از گیاه چوبی (گیاهانی مانند درخت، درختچه، گیاهان بالارونده) است و این بخشها از تنه یا ساقه‌های اصلی گیاه روییده شده‌اند.
شکل تاج‌ها گوناگونی بسیاری دارد. برخی شکل هرمی و برخی دایره‌وار هستند. تاجِ گیاهان را می‌توان با توجه به عرض، ژرفا، مساحت بیرونی، و اندازه تراکم آنها شناسایی و دسته‌بندی کرد. اندازه‌گیری تاج گیاهان اهمیت بالایی در تشخیص سلامت و بزرگی گیاه دارد و به شناسایی این که گیاه در چه مرحله‌ای از رشد است کمک می‌کند.
عملکردهای اصلی تاج، جذبِ انرژی نور، جذب دی‌اکسید کربن و آزادسازی اکسیژن با فتوسنتز، آزادسازی انرژی با تنفس و تبخیر آب با ترادمش است. این عملکردها توسط برگها انجام می‌شود.

## جستارهای همانند
- چیرگی رأسی
- سایبان جنگل
- شاخسار شرمی
- هرس